# جین هانری وان سویندن
 جین هانری وان سویندن (هلندی: Jean Henri van Swinden؛ زاده ۱۷۴۶ درگذشته ۱۸۲۳) یک فیلسوف، ریاضی‌دان، و فیزیک‌دان اهل هلند بود.